# Sirio 2222
Sirio 2222 fu l'album di esordio del gruppo progressive italiano il Balletto di Bronzo.

## Il disco
Sirio 2222 fu pubblicato nel 1970, e rispecchia il processo di trasformazione che la musica leggera stava attraversando a cavallo fra anni sessanta e settanta. Se l'impianto generale dell'album è dominato dal beat, si iniziano a intravedere elementi di hard rock, hard blues, rock psichedelico e rock progressivo. Diversi passaggi ricordano i primi Led Zeppelin e Black Sabbath (per esempio il singolo Neve calda, il cui ritornello assomiglia a quello di Communication Breakdown del primo album degli Zeppelin). Altri brani si possono considerare abbozzi di rock sinfonico: in particolare Meditazione (con arrangiamento di clavicembalo, violini, violoncelli e flauto, uniti a una voce distorta da effetti psichedelici) e Missione Sirio 2222 (una suite a tema fantascientifico, che nei suoi 9 minuti di durata spazia fra diversi stili musicali e diversi tipi di strumentazione).
Un riarrangiamento di Meditazione è presente nell'album l Mio Nome è Nessuno (Molto Recording) di Nevruz, prodotto da Peppe Ponti e Lino Patriota e con il cantante Marco Cecioni e il chitarrista Lino Ajello della formazione originale del 1970 dell'album Sirio 2222.
La pubblicazione dell'album fu anticipata dal singolo Neve calda/Cominciò per gioco.
Gli arrangiamenti sono di Giacomo Simonelli, che firma anche le canzoni, a volte insieme ad altri autori.
Il brano Ti risveglierai con me venne inserito, qualche mese prima della pubblicazione dell'lp, a commento dei titoli di coda del film di Mario Bava, 5 bambole per la luna d'agosto, col titolo leggermente differente di Ti risveglierai accanto a me. La musica è di Piero Umiliani che curò l'intera colonna sonora del film. Nei titoli viene menzionata anche Neve calda, che però nel film non si ascolta.
Nel cd con la colonna sonora del film di Bava il pezzo è stato inserito in una versione leggermente più lunga, rispetto a quella pubblicata su Sirio 2222 ed è accreditato a Jarrusso/Simonelli - Umiliani.
Il disco è stato ristampato in CD e LP nel 1989 dalla Contempo, in CD nel 1995 dalla Vinyl Magic e ancora in CD edizione mini-Lp nel 2003 dalla Bmg, l'ultima stampa in vinile è del 2008, in tiratura limitata dalla Sony/Bmg.
Sirio 2222 figura al 64º posto della classifica celebrativa 100 dischi italiani più belli di sempre dell'edizione italiana della rivista Rolling Stone.

## Tracce
Lato A
1. Un posto – 3:23 (Enzo Gioieni, Giacomo Simonelli, Michele Della Bruna)
2. Eh eh ah ah – 3:59 (Giacomo Simonelli)
3. Neve calda – 2:56 (Emilio Iarrusso, Giacomo Simonelli)
4. Ma ti aspetterò – 3:20 (Giacomo Simonelli)
5. Meditazione – 3:53 (Giacomo Simonelli, Michele Della Bruna)

Lato B
1. Girotondo – 3:15 (Giacomo Simonelli)
2. Incantesimo – 6:46 (Giacomo Simonelli)
3. Ti risveglierai con me – 2:41 (Giacomo Simonelli, Piero Umiliani)
4. Missione Sirio 2222 – 9:37 (Giacomo Simonelli)

## Formazione
- Marco Cecioni - voce, chitarra ritmica
- Michele Cupaiuolo - basso
- Lino Ajello - chitarra elettrica, chitarra acustica
- Gianchi Stinga - batteria